# 10605 Guidoni
10605 Guidoni eller 1996 VC1 är en asteroid i huvudbältet som upptäcktes den 3 november 1996 av de båda italienska astronomerna Francesco Manca och Valter Giuliani vid Sormano-observatoriet. Den är uppkallad efter den italienske politikern och astronauten Umberto Guidoni.
Den tillhör asteroidgruppen Koronis.